# Gela Bolkvadze
Gela Bolkvadze (georgiska: გელა ბოლქვაძე), född 16 februari 1995, är en georgisk brottare som tävlar i grekisk-romersk stil.

## Karriär
Vid EM 2025 i Bratislava tog Bolkvadze brons i 82 kg-klassen efter att ha besegrat armeniske Samvel Grigoryan i bronsmatchen.